# NGC 710
NGC 710 è una galassia a spirale situata nella costellazione di Andromeda, a una distanza di circa 282 milioni di anni luce dalla nostra Via Lattea.

## Scoperta
La galassia è stata scoperta il 28 ottobre 1850 dall'astronomo irlandese Bindon Stoney.

## Descrizione
NGC 710 ha una classe di luminosità III-IV e presenta una larga riga a 21 cm dell'idrogeno neutro.
Data la sua luminosità superficiale pari a 14,18, NGC 710 può essere classificata come una galassia a bassa luminosità superficiale (nella letteratura in lingua inglese abbreviata in LSB, acronimo di Low Surface Brightness). Le galassie LSB sono galassie di tipo diffuso (D) con una luminosità superficiale inferiore di almeno una magnitudine a quella del cielo notturno circostante.

## Ammasso di galassie Abell 262
NGC 709 fa anche parte dell'ammasso di galassie Abell 262, un sotto-insieme del superammasso di Perseo-Pesci. Le altre galassie del catalogo NGC presenti in questo ammasso, che comprende più di 100 membri, sono: NGC 700, NGC 703, NGC 704, NGC 705, NGC 708, NGC 709, NGC 714, NGC 717 e NGC 759.

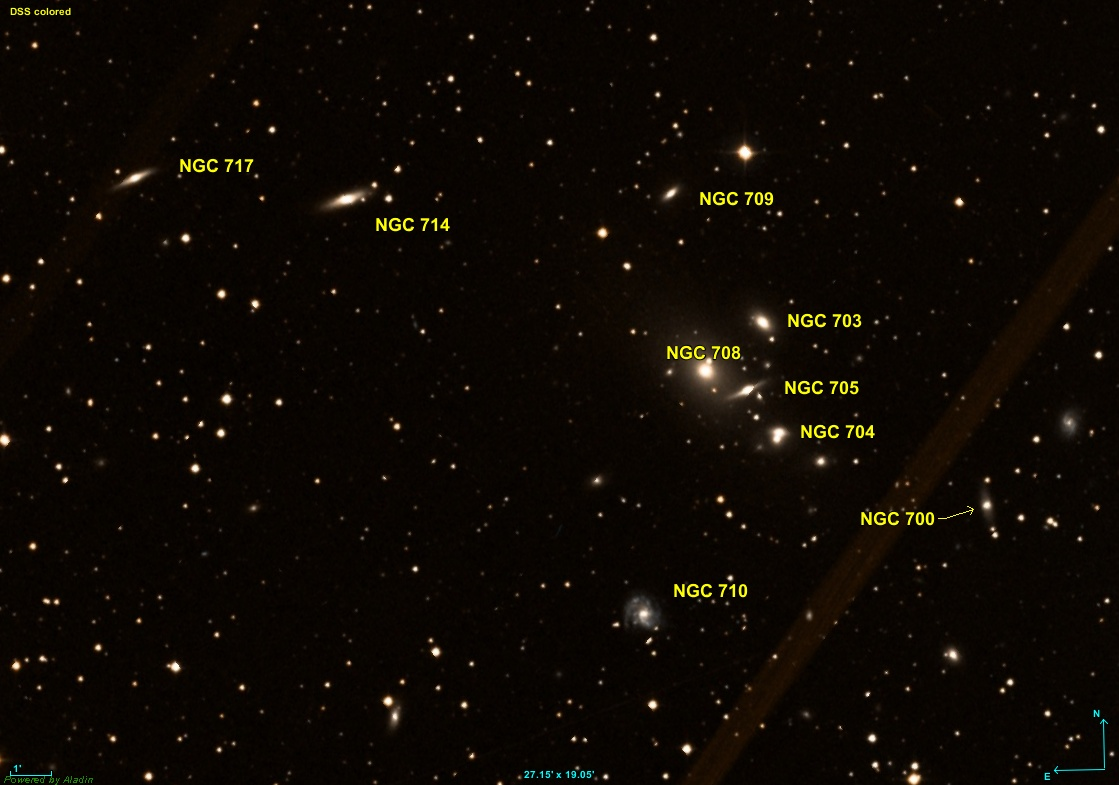
L'ammasso di galassie Abell 262.

## Supernova
La supernova SN 2002eo è stata scoperta in NGC 710 il 20 agosto 2002 da W. D. Li dell'Università della California - Berkeley, nel corso del programma LOTOSS dell'osservatorio Lick. La supernova è stata classificata di tipo II.